# Holcopasites pulchellus
Holcopasites pulchellus är en biart som först beskrevs av Cresson 1878.  Holcopasites pulchellus ingår i släktet Holcopasites och familjen långtungebin. Inga underarter finns listade i Catalogue of Life.